# Bismarckgoudlijster
De bismarckgoudlijster (Zoothera talaseae) is een zangvogel uit de familie Turdidae (lijsters). Eerder werd de bougainvillegoudlijster (Zoothera atrigena) beschouwd als een ondersoort van deze vogel.

## Verspreiding en leefgebied
Deze soort komt voor in de bergen van Nieuw-Brittannië in de Bismarck-archipel.